# Remodelação óssea
A remodelação óssea ou metabolismo ósseo é um processo contínuo no qual tecido ósseo maduro é removido (um processo denominado ressorção óssea) e novo tecido é formado (em um processo chamado de ossificação). Esses processos controlam o formato e a substituição de ossos após danos como fraturas, mas também controlam  micro-lesões, que ocorrem durante atividades normais. O remodelamento ósseo também responde às demandas funcionais de carga mecânica. 
No primeiro ano de vida, quase 100% do esqueleto é renovado, enquanto em adultos a taxa de remodelação é de aproximadamente 10̥ por ano.
Desbalanços na regulação desse processo podem resultar em doenças do metabolismo ósseo, como a osteoporose.

## Fisiologia
A  homeostase óssea envolve multiplos eventos celulares moleculares que ocorrem em coordenação. O metabolismo ósseo é controlado principalmente por dois tipos de células: osteoblastos (que secretam a matriz óssea nova), e osteoclastos (que removem o osso antigo ). A estrutura dos óssos assim como o suprimento adequado de  cálcio requerem cooperação de ambos tipos, assim como outras células presentes nos sítios de remodelamento ( como células do sistema imune). O metabolismo ósseo depende de vias de sinalização complexas e mecanismos de controle para alcançar taxas adequadas de crescimento e diferenciação. Nesse controle estão envolvidos diversos hormônios, tais quais o paratormônio (PTH), a vitamina D, o hormônio do crescimento, esteróides, e calcitonina, assim como diversas citocinas e fatores de transcrição derivados da medula óssea( como M-CSF, RANKL, VEGF e IL-6). Dessa forma o corpo é capaz de regular os níveis disponíveis de cálcio para processos fisiológicos.
Quando o sinal adequado está presente, osteoclatos movem-se para a superfície do osso, ressorbendo-o, seguipo por deposição de osso por osteoblastos. Essas células, responsáveis pela remodelação, são conhecidas como unidade multicelular básica(BMU), e a duração deporal da BMU é conhecido como o período de remodelação óssea.

## Galeria

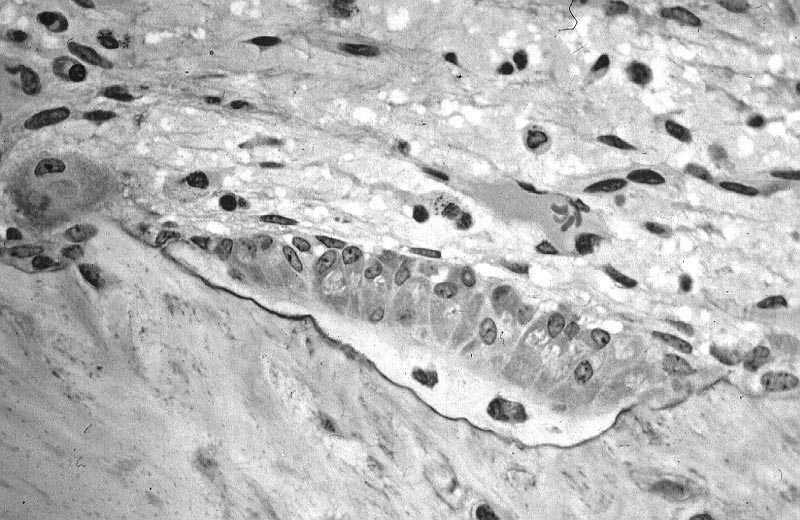
Osteoblastos sintetizando ativamente osteoide contendo dos osteócitos.
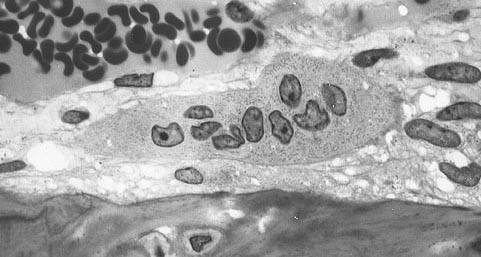
Osteoclasto, com osso abaixo, mostrando caraterísticas típicasː uma célula grande, com diversos núcleos e citosol "espumado".